# Droga wojewódzka nr 311
Droga wojewódzka nr 311 (DW311) – droga wojewódzka o długości około 23 km. Od grudnia 2021 roku, na podstawie Zarządzenia nr 31 Generalnego Dyrektora Dróg Krajowych i Autostrad z dnia 15 grudnia 2021 r., biegnie starym śladem drogi krajowej nr 5 od węzła Czempiń w Piotrowie Pierwszym przez Stęszew i Komorniki do węzła Poznań Komorniki z autostradową obwodnicą Poznania.

## Dawny przebieg
Dawniej numer 311 był przypisany do odcinka drogi łączącej Kawczyn z DW310 w m. Czempiń.
W 2020 roku, na mocy Uchwały Nr XXII/426/20 Sejmiku Województwa Wielkopolskiego z dnia 28 września 2020 r., na całej długości została pozbawiona kategorii drogi wojewódzkiej i przeklasyfikowana na drogę powiatową.

## Miejscowości leżące przy trasie DW311
- Piotrowo Pierwsze (DW310)
- Zamysłowo
- Stęszew (DW306)
- Dębienko
- Rosnówko
- Szreniawa
- Komorniki (A2, S5, S11, DW196)

### Stary przebieg
- Kawczyn
- Jasień
- Piotrkowice
- Czempiń